# Haworthia magnifica
Haworthia magnifica är en grästrädsväxtart som beskrevs av Karl von Poellnitz. Haworthia magnifica ingår i släktet Haworthia och familjen grästrädsväxter.

## Underarter
Arten delas in i följande underarter:
- H. m. acuminata
- H. m. atrofusca
- H. m. dekenahii
- H. m. magnifica
- H. m. splendens

## Bildgalleri

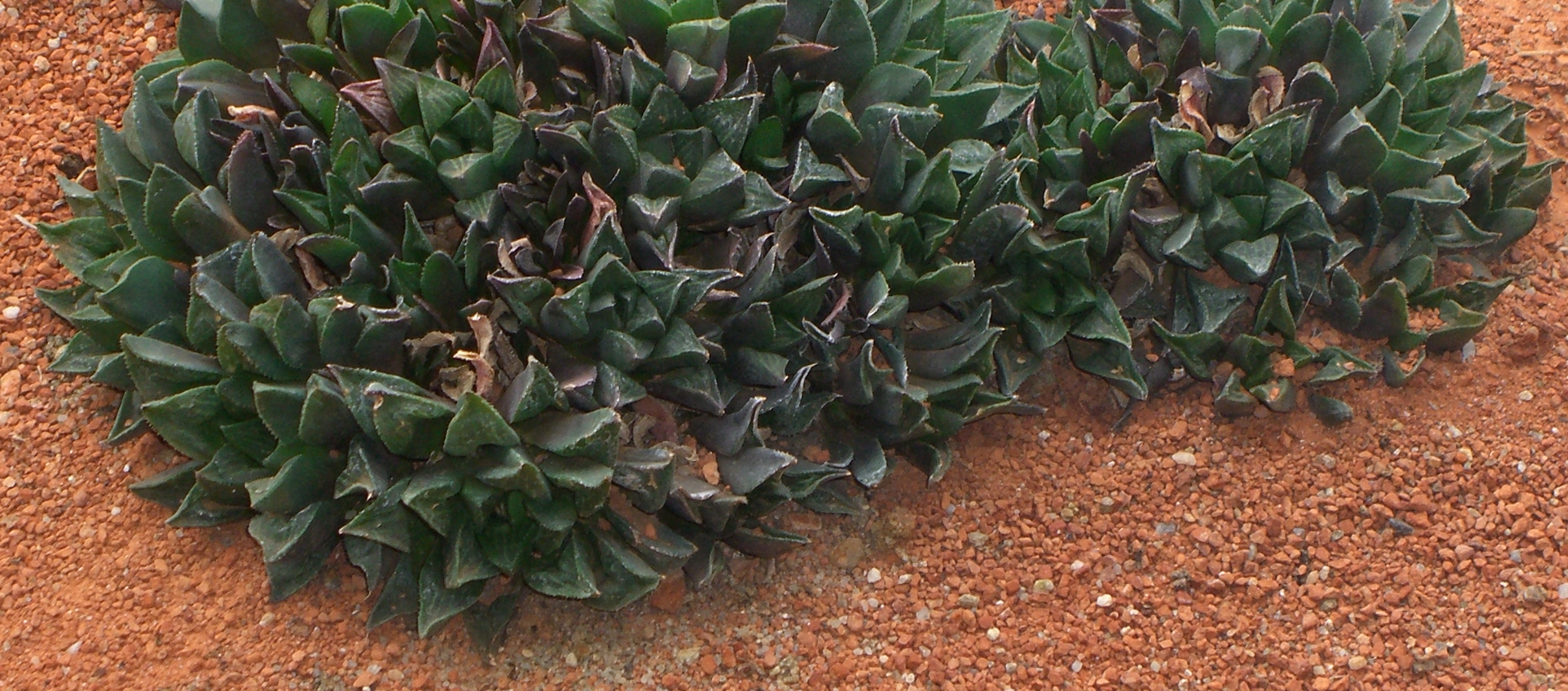